# キツネノハナガサ
キツネノハナガサ (狐ノ花笠・狐花傘、学名: Leucocoprinus fragilissimus) は、ハラタケ目ハラタケ科キヌカラカサタケ属に属する小型のキノコである。手で触れるとすぐに壊れるほど脆弱なキノコで、学名の種小名は「最も壊れやすい」の意味である。食毒は不明。

## 分布・生態
世界の熱帯を中心に広く分布する。日本にも分布する。
腐朽菌。夏から秋にかけ、林内や竹林、道端の草むら、庭地などの地上に発生する。

## 形態
繊細で脆い可憐なキノコで、子実体は傘と柄からなる。傘表面と柄に黄色の粉が付着する。傘は極めて薄く、径は2 - 4センチメートル (cm) で、平らに開き、のちに皿状になる。傘表面は淡い黄色で中央が色濃く、放射状の条線が目立ち、縁部は扇ヒダ状になり、うねの上部はレモン色の粉が付着する。傘裏のヒダは疎らで、柄に対して離生し、淡い黄色から白色。
柄は中空で長さ4 - 8 cm、レモン色の小鱗片に被われ、柄の中央付近には消失性で膜質のツバがある。ツバより下方は黄色の微毛で覆われ、根元は膨れる。担子胞子は9 - 12.5 × 6 - 8.5マイクロメートル (μm) のレモン形をしており、無色で平滑、デキストリノイド性。胞子紋は白色。

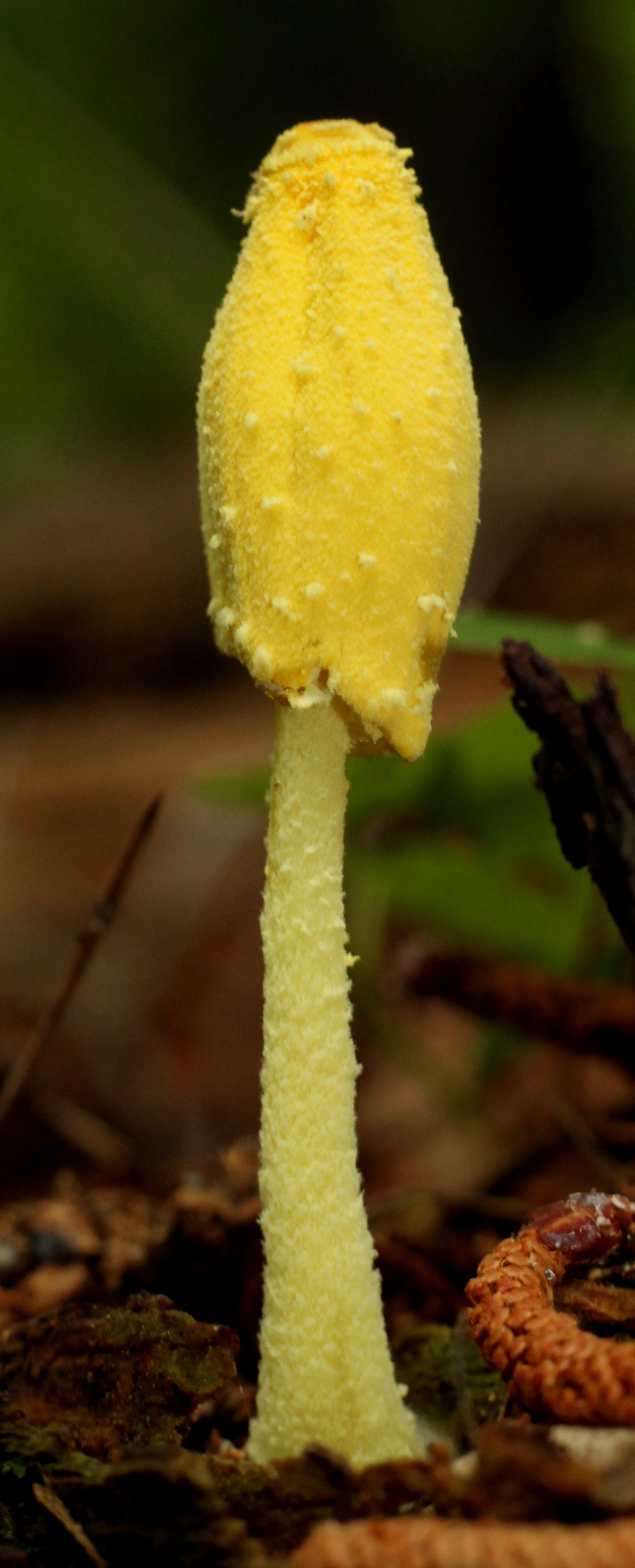
幼菌
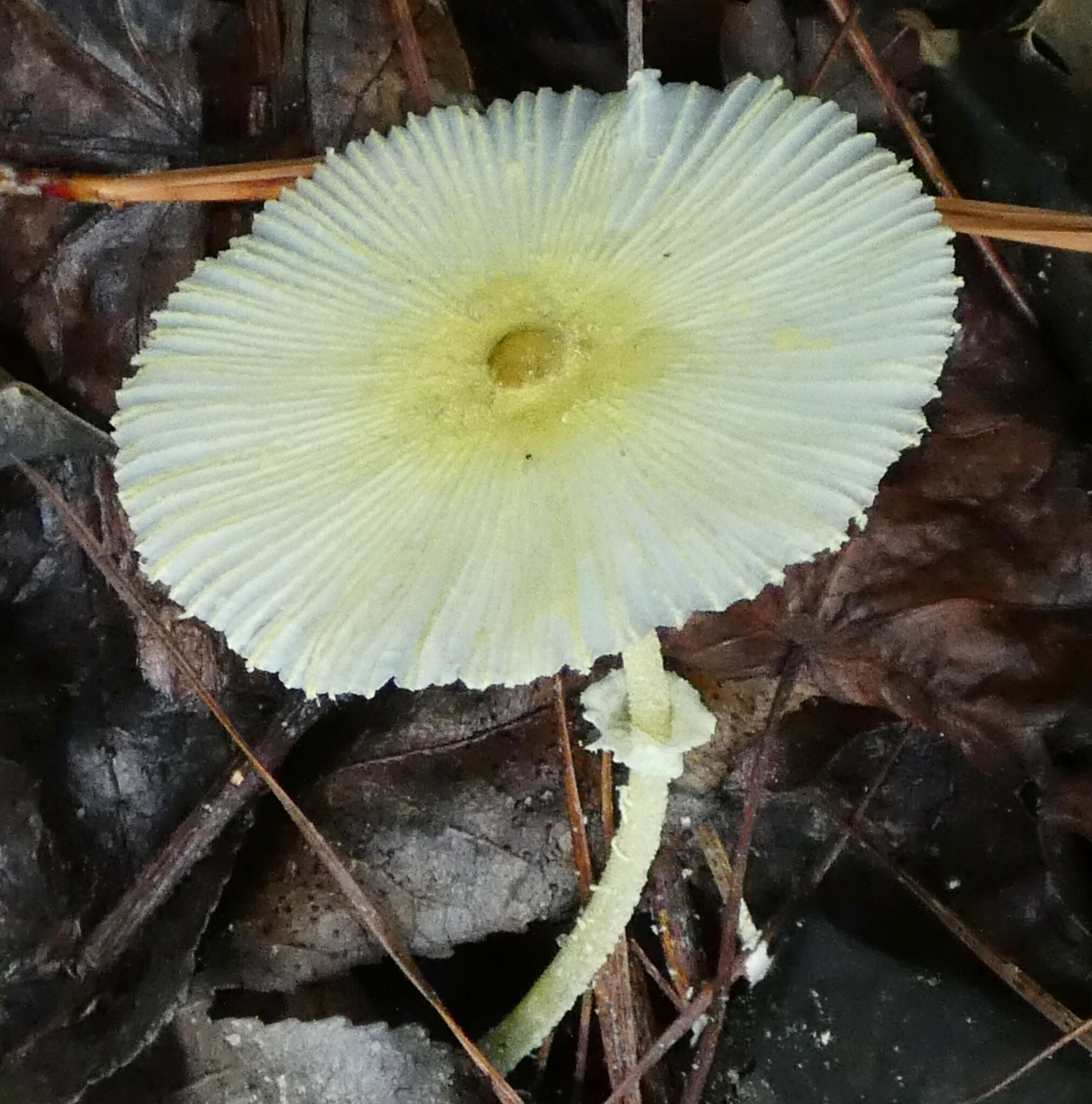
傘表面は扇ヒダ状になり条線が目立つ
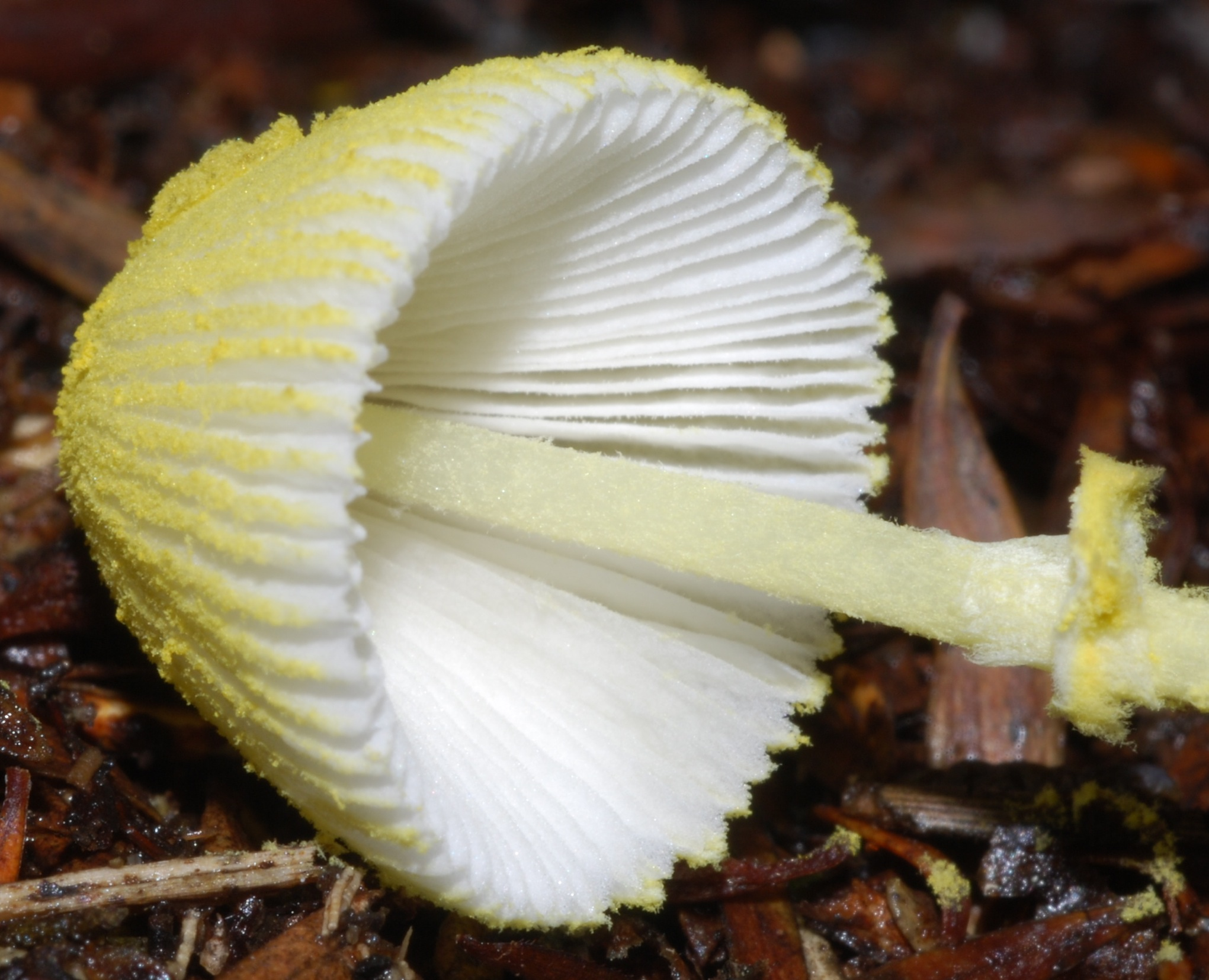
傘裏のヒダは疎ら
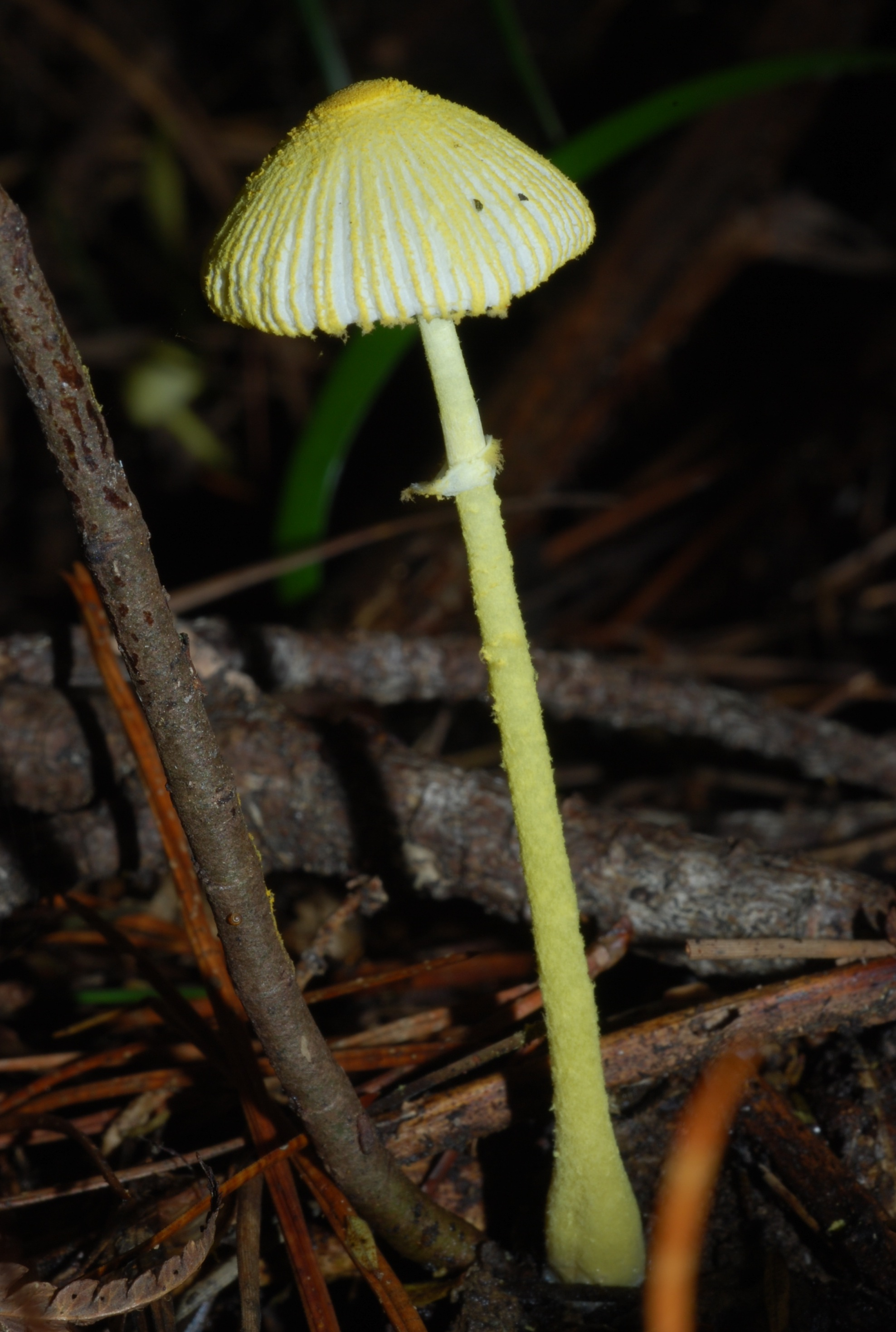
柄はツバがある
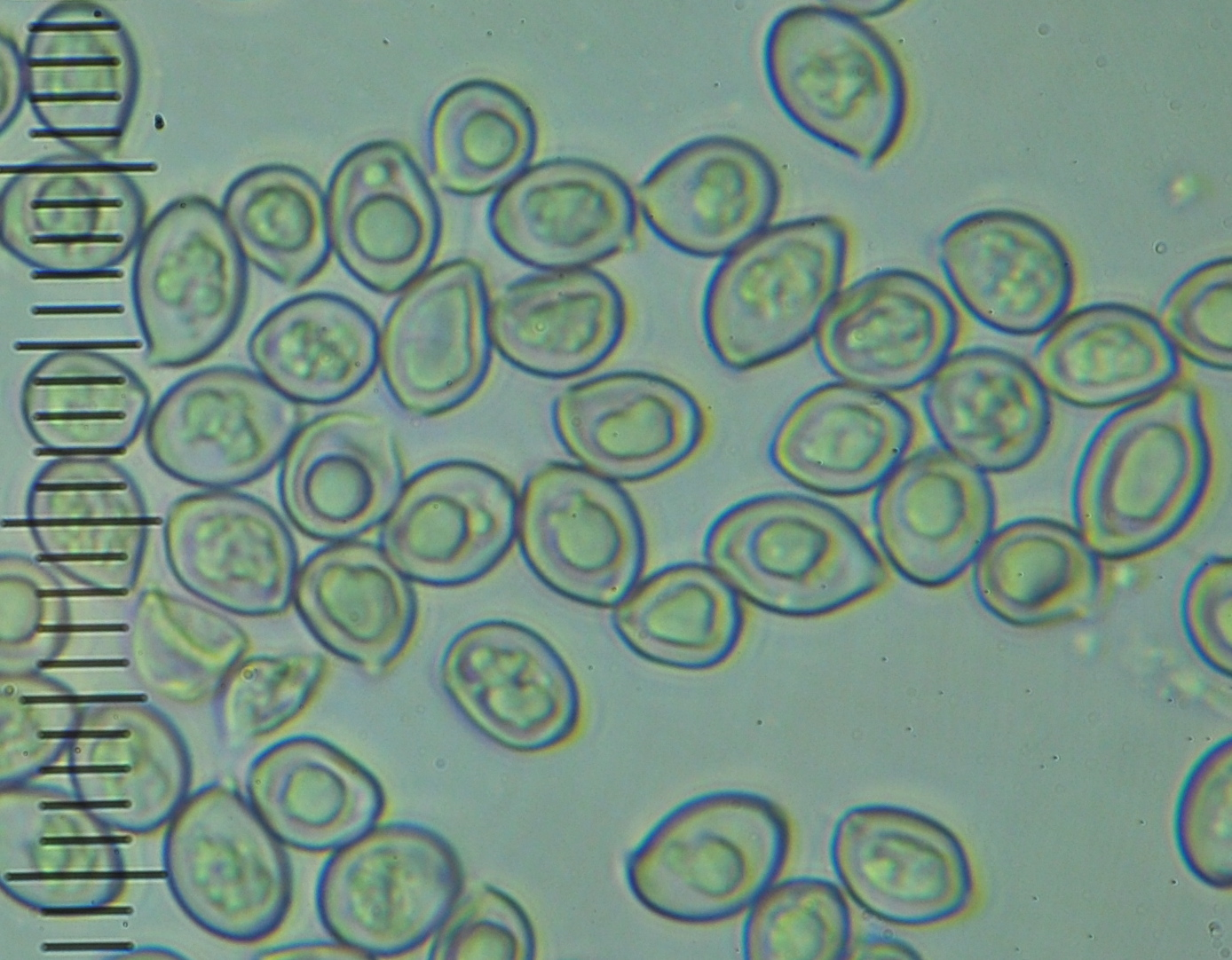
胞子の顕微鏡画像